# فیلیپ یکم، امپراتور لاتین
فیلیپ یکم (انگلیسی: Philip I, Latin Emperor؛ ۱۲۴۳ – ۱۵ دسامبر ۱۲۸۳) یا فیلیپ کورتنی امپراتور اسمی و در تبعید امپراتوری لاتین قسطنطنیه از سال ۱۲۷۳ تا ۱۲۸۳ بود که پس از سقوط قسطنطنیه و مرگ پدرش، کنترل بخشی از قلمروی فرانکی و لاتین در یونان را در دست داشت. وی فرزند بالدوین دوم و همسرش ماری برین بود.